# August Eduard Schliecker
August Eduard Schliecker (* 12. September 1833 in Hamburg; † 31. März 1911 in Lauenburg/Elbe) war ein deutscher Landschafts-, Architektur- und Vedutenmaler der Düsseldorfer und Münchner Schule.

## Leben
In seiner Vaterstadt Hamburg, wo er eine erste künstlerische Ausbildung bei Martin Gensler erhielt, arbeitete Schliecker zunächst als Lithograf. Mit einer Unterbrechung in den Jahren 1857/1858, in denen er an der Akademie der Bildenden Künste München studierte, erhielt er dann eine akademische Ausbildung an der Kunstakademie Düsseldorf. Zwischen 1856 und 1863 waren dort Karl Ferdinand Sohn, Rudolf Wiegmann, Hans Fredrik Gude und Oswald Achenbach seine Lehrer. In der Landschafterklasse des Letzteren hielt sich Schliecker in den Jahren 1862/1863 auf. In Düsseldorf war er Mitglied des Künstlervereins Malkasten. 1863 ging er erneut nach München, von 1864 bis 1890 lebte er in Hamburg. Er unternahm eine Reihe von Studienreisen, in Rhein- und Moselgegenden sowie nach Süddeutschland, Belgien und Nordfrankreich, zwischen 1860 und 1890 auch in die Niederlande. Schlieckers Schülerinnen waren unter anderem Martha Nopitsch und Elisabeth Reuter. Schliecker war Mitglied im Hamburger Künstlerverein von 1832.

## Werke (Auswahl)

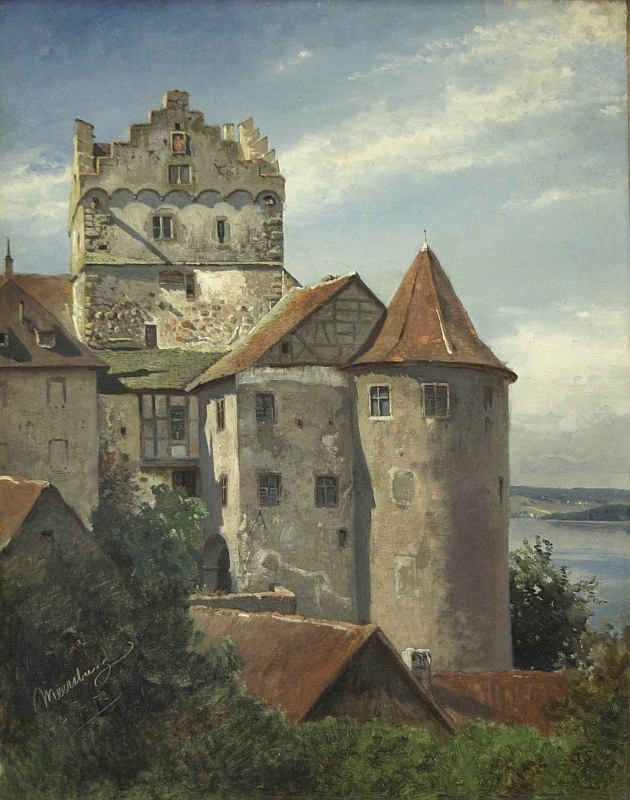
Burg Meersburg am Bodensee, 1872

- Stadtansicht von Nürnberg mit dem Henkersteg und einem Blick auf die Kirche St. Sebald, 1858
- Am Brunnen nahe dem Stadttor, 1859
- Burg Meersburg am Bodensee, 1872
- Bauernfuhrwerk in Mittelgebirgslandschaft, 1875
- Am Chiemsee
- Elbufer bei Hamburg